# Снитт, Эйнар
Фре́дрик Эйнар Сни́тт (швед. Fredrik Einar Snitt; 13 октября 1905 — 2 января 1973) — шведский футболист, играл на позиции полузащитника. Участник чемпионата мира 1934 года.

## Биография

### Клубная карьера
Всю футбольную карьеру, насчитывающую 12 сезонов, играл только за «Сандвикен», но не выиграл никаких титулов. Завершил карьеру в 1938 году.

### Карьера в сборной
Дебютировал за сборную Швеции 20 июля 1926 года в товарищеском матче со сборной Латвии — Швеция проиграла матч 1:4.
Входил в заявку сборной Швеции на чемпионате мира 1934 года и олимпийском футбольном турнире 1936 года, но на этих турнирах не играл. Всего за сборную Швеции сыграл 17 матчей.

### Смерть
Скончался 2 января 1973 года в возрасте 67 лет.